# Tadeusz Kurcyusz
Tadeusz Kurcyusz, ps. „Fiszer”, „gen. Mars”, „Morski”, „Żegota” (ur. 15 października 1881 w Warszawie, zm. 1944 tamże) – pułkownik dyplomowany artylerii inżynier Wojska Polskiego, Komendant Główny Narodowych Sił Zbrojnych.

## Życiorys
Syn Ludwika, inżyniera i ziemianina, i Michaliny z Fiszerów, która była siostrą słynnego Franca Fiszera, filozofa, popularnej postaci wśród warszawskich literatów i artystów.
W 1909 w Liège uzyskał dyplom inżyniera. Od 1914 służył w armii rosyjskiej. Był od 1917 oficerem sztabu I Korpusu Polskiego na Wschodzie, a referentem cywilnym w Komisji Wojskowej Tymczasowej Rady Stanu w 1918. Jako oficer I. byłego korpusu polskiego reskryptem Rady Regencyjnej z 25 października 1918 roku został przydzielony do podległego jej Wojska Polskiego z zatwierdzeniem posiadanego stopnia.
W Wojsku Polskim od listopada 1918. Był kolejno: szefem adiutantury Sztabu Generalnego, oficerem Oddziału Organizacyjno–Mobilizacyjnego SG, kierownikiem referatu mobilizacyjnego w Inspektoracie Kawalerii. Szef sztabu tegoż inspektoratu od 1919, a następnie szef sztabu 1 Dywizji Strzelców Armii gen. Hallera. W latach 1921–1922 był słuchaczem kursu doszkolenia w Wyższej Szkole Wojennej w Warszawie. W tym samym okresie pozostawał oficerem nadetatowym 30 pułku artylerii polowej w Białej Podlaskiej. Po ukończeniu kursu i uzyskaniu tytułu naukowego oficera Sztabu Generalnego przydzielony został do Oddziału IV Sztabu Generalnego w Warszawie. 9 grudnia 1925 roku został przesunięty na stanowisko szefa Oddziału IV Sztabu Generalnego.
W 1924 był Generalnym Wojskowym Komisarzem Kolejowym – szefem Służby Transportowo-Kolejowej w Oddziale IV Sztabu Generalnego WP. W czasie pełnienia służby na tym stanowisku pozostawał oficerem nadetatowym 2 dywizjonu artylerii konnej.
W czasie przewrotu majowego 1926 roku opowiedział się po stronie władz legalnych. 16 maja 1926 roku został przeniesiony do dyspozycji szefa Sztabu Generalnego. Od 1926 dowódca 26 pułku artylerii polowej, a od 1927 był dowódcą 27 pułku artylerii polowej we Włodzimierzu Wołyńskim. Pułkownik Sztabu Generalnego artylerii ze starszeństwem z dniem 1 lipca 1923. W 1931 przeniesiony w stan spoczynku. Członek ZG Związku Oficerów W Stanie Spoczynku i Związku Hallerczyków.
Od połowy 1940 w konspiracji w Tajnej Armii Polskiej. Szef sztabu Wojskowych Oddziałów Skonfederowanych od grudnia 1940, a od stycznia 1941 szef sztabu Konfederacji Zbrojnej. Po scaleniu KZ z ZWZ we wrześniu 1941 był Szefem Komunikacji w KG ZWZ–AK. Około 26 sierpnia 1942 aresztowany i osadzony na Pawiaku. W grudniu tego samego roku wykupiony z więzienia i przeniesiony do rezerwy personalnej KG AK. Po zwolnieniu z więzienia bez wiedzy AK związał się z NSZ.
Od 1 sierpnia 1943 do śmierci (22 lub 23 kwietnia 1944) był dowódcą Narodowych Sił Zbrojnych. Często mylnie jest przedstawiany jako pełnomocnik dowódcy Armii Krajowej ds. scalenia NSZ. Pośmiertnie awansowany na generała brygady NSZ.
Tadeusz Kurcyusz był dwukrotnie żonaty. Pierwszą żoną była Eugenia Thieme, z którą miał córką Irenę. Po śmierci żony ożenił się powtórnie z Zofią Ziegler. Polski Słownik Biograficzny podaje błednie, że Jerzy Kurcyusz był jego bratem. W rzeczywistości rodzicami, urodzonego w 1908 Jerzego, byli: Stanisław Antoni Izydor Kurcyusz i Teresa z domu Przyrembel.
Pochowany na Cmentarzu Wojskowym na Powązkach w Warszawie (kwatera A18-8-2).

## Ordery i odznaczenia
- Krzyż Walecznych (czterokrotnie[13]: po raz 1, 2 i 3 w 1922)[14]
- Złoty Krzyż Zasługi (29 kwietnia 1925)[15]
- Medal Pamiątkowy za Wojnę 1918–1921[13]
- Medal Dziesięciolecia Odzyskanej Niepodległości[13]
- Złoty Krzyż Narodowego Czynu Zbrojnego (pośmiertnie, 1944)[16]
- Krzyż Narodowego Czynu Zbrojnego (pośmiertnie, po 1992)[17]
- Krzyż Komandorski Orderu Korony Rumunii (Rumunia)[13][18]
- Krzyż Komandorski Orderu Orła Białego (Jugosławia)[18]
- Krzyż Oficerski Orderu Lwa Białego (Czechosłowacja)[13][18]
- Krzyż Kawalerski Orderu Legii Honorowej (Francja, 1922)[13][19]
- Medal Zwycięstwa (Médaille Interalliée)[13][18]